# Мирків
Миркі́в — село в Україні, у Луцькому районі Волинської області. Входить до складу Горохівської міської громади. Населення становить 629 осіб.

## Географія
Біля села бере початок річка Безіменка, ліва притока Липи.

## Історія
Село було власністю шляхтичів Яковицьких. У 1538-39 роках у них село (разом з Чернчицями) купив луцький староста Андрій Михайлович Санґушко, який у 1547 р. отримав дозвіл (привілей) короля Сігізмунда І Старого на проведення тут торгів.
У 1906 році село Підберезської волості Володимир-Волинського повіту Волинської губернії. Відстань від повітового міста 56 верст, від волості 5. Дворів 78, мешканців 592.
12 червня 2020 року, відповідно до розпорядження Кабінету Міністрів України № 708-р «Про визначення адміністративних центрів та затвердження територій територіальних громад Волинської області», село увійшло в склад Горохівської міської громади.
19 липня 2020 року, в результаті адміністративно-територіальної реформи та ліквідації Горохівського району, село увійшло до складу новоутвореного Луцького району.

## Населення
Згідно з переписом УРСР 1989 року чисельність наявного населення села становила 620 осіб, з яких 285 чоловіків та 335 жінок.
За переписом населення України 2001 року в селі мешкало 628 осіб.

### Мова
Розподіл населення за рідною мовою за даними перепису 2001 року:
| Мова       | Відсоток |
| ---------- | -------- |
| українська | 99,52 %  |
| вірменська | 0,48 %   |

### Релігія
У 2019 році релігійна громада села вийшла з підпорядкування УПЦ Московського патріархату й офіційно приєдналася до ПЦУ.

## Спорт
У селі існує аматорський футбольний клуб «Сокіл». Виступає у чемпіонаті Горохівського району з футболу.

## Постаті
- Березовська Іванна Богданівна (* 1991) — українська спортсменка-сумоїстка. Заслужений майстер спорту України.